# Крышин, Олег Юрьевич
Олег Юрьевич Крышин (род. 27 ноября 1967 года в Днепре) — депутат Верховной Рады Украины VIII созыва.

## Биография
Родился Олег Крышин в Днепропетровске 27 ноября 1967 года.
В 1992 году окончил Национальную металлургическую академию Украины по специальности инженер-металлург.
В 2004 году окончил Национальную металлургическую академию Украины по специальности инженер-экономист.
С 2010 по 2014 год - депутат Днепропетровского областного совета. 
С 2014 по 2019 год — депутат Верховной Рады Украины. Секретарь комитета Верховной Рады по вопросам налоговой и таможенной политики.